# Forêt Galerie de Léra

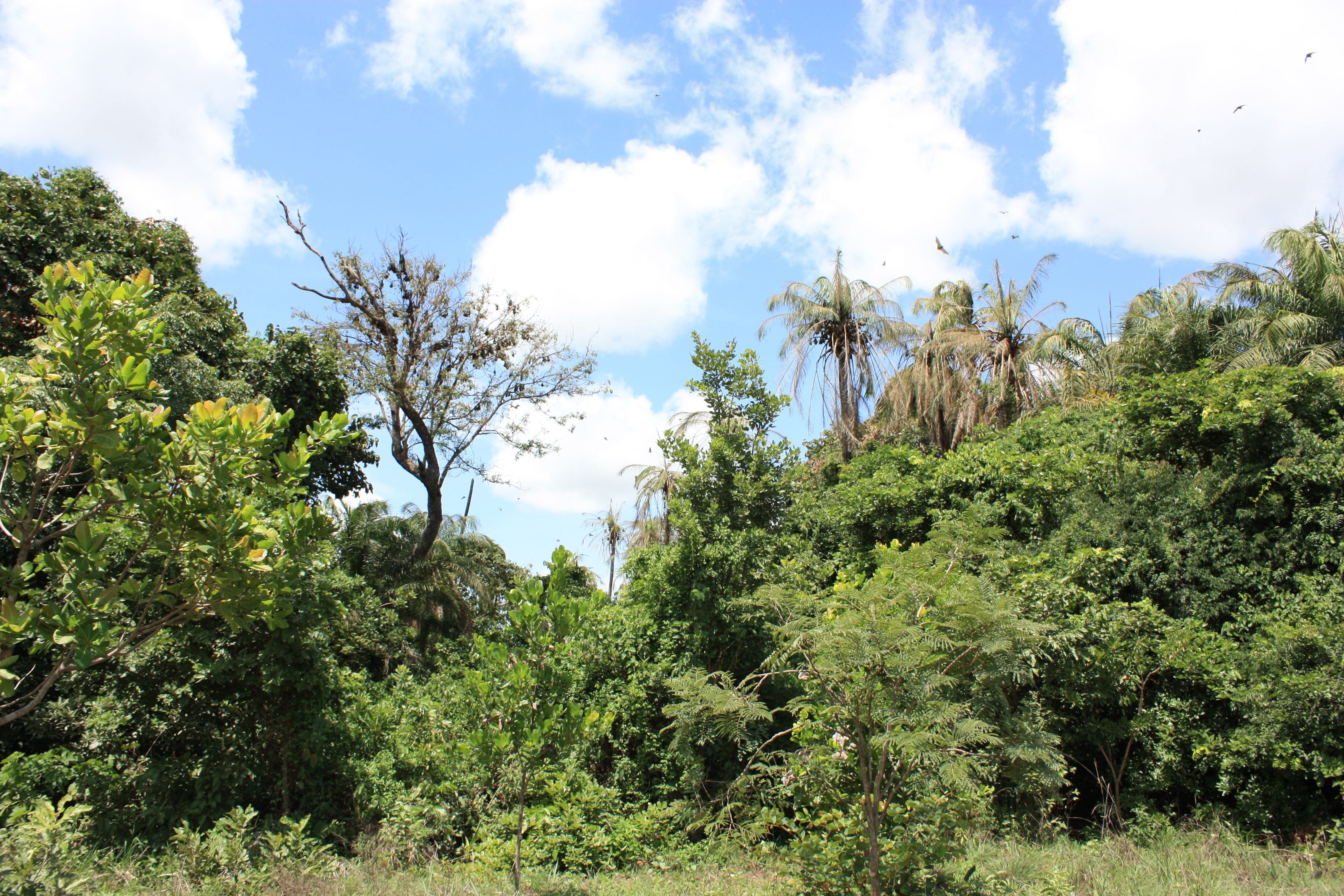
Flughunde kreisen über dem Forêt Galerie de Léra – mehrere Arten sind dort vertreten

Der Forêt Galerie de Léra ist ein 451 ha großer Galeriewald nahe dem Ort Loumana in der Provinz Léraba in Burkina Faso, der am 7. Oktober 2009 in die Liste der international bedeutenden Feuchtgebiete der Ramsar-Konvention aufgenommen wurde.
Er befindet sich im Einzugsgebiet des Flusses Comoé. Das Gelände ist stellenweise sumpfig und während der Regenzeit mit kleinen Tümpeln übersät.

## Flora und Fauna
Die Flora umfasst Arten wie den Kapokbaum, Anchomanes difformis, Campylospermum glaberrimum, Cola cordifolia, Dioscorea preussii, Diospyros mespiliformis, Elaeis guineensi, Leea guineensis, Nervilia bicarinata, Paullinia pinnata, Khaya senegalensis und den Upasbaum (Antiaris  toxicaria africana).
Zu den vorkommenden Fischarten zählen der Afrikanische Raubwels, der Nilbarsch, der Nilbuntbarsch, der Westafrikanische Lungenfisch und der Großnilhecht. Vorkommende Reptilien sind das Nilkrokodil, der Königspython und der Steppenwaran. Unter den Säugetieren finden sich der Kronenducker, der Buschbock, der Gambia-Epaulettenflughund, der Palmenflughund, Peters Kleiner Epaulettenflughund und die Große Rohrratte.